# 入江甚儀
入江 甚儀（いりえ じんぎ、1993年〈平成5年〉5月18日 - ）は、日本の俳優、MEN ON STYLEのメンバー。千葉県生まれ、東京都出身。研音所属。

## 略歴
2007年12月、中学2年生の時に、神木隆之介や志田未来など同年代で芸能界で活躍する俳優に刺激を受け、研音グループ新人オーディションに応募し、合格する。
2008年1月に事務所入りすると、その3日後に『絶対彼氏 〜完全無欠の恋人ロボット〜』（フジテレビ）へのレギュラー出演が決定し、自分の実年齢（当時）より4歳上の18歳の浪人生、林孝太役で俳優デビューした。『絶対彼氏 〜完全無欠の恋人ロボット〜』『正義の味方』『オー!マイ・ガール!!』とデビュー直後から3クール続けてドラマに出演した。
2011年に『金魚倶楽部』で連続ドラマ初主演、2014年に『キカイダー REBOOT』が映画初主演となる。
2024年9月30日、俳優の橘花梨との結婚を発表した。

## 人物
- 堀越高等学校出身。
- 体重68kg。靴のサイズは28.5cm。
- 趣味は音楽鑑賞と絵を描くこと、特技はバスケットボールのボール回し、コマ、けん玉、空手。
- 2013年に研音オフィシャルYouTubeで公開された「【PRESS ON! tv】#6 伊藤祥平×入江甚儀〜ギター中級編〜」にて、くるり、ASIAN KUNG-FU GENERATIONなどを好んで聴くと話している。
- 「甚儀」という名前は、立派な立ち振る舞いが出来る人になるようにという意味を込めて父親が名付けた[7]。
- 弟がいる[8]。

## 出演

### テレビドラマ
- 絶対彼氏〜完全無欠の恋人ロボット〜（2008年4月 - 6月、フジテレビ） - 林孝太 役
- 正義の味方（2008年7月9日 - 2008年9月10日、日本テレビ） - 小森太一（ジャンボ） 役
- オー!マイ・ガール!!（2008年10月14日 - 12月9日、日本テレビ） - 渋谷裕太 役
- ごくせん 卒業スペシャル（2009年3月28日、日本テレビ） - 松下直也 役
- ゴーストフレンズ（2009年4月2日 - 6月11日、NHK総合） - 神谷武志 役
- 名探偵の掟（2009年4月17日 - 6月19日、テレビ朝日） - 植松慶太 役
- 恋して悪魔〜ヴァンパイア☆ボーイ〜（2009年7月7日 - 2009年9月8日、関西テレビ） - 松山直樹 役
- ドラマW 都市伝説セピア アイスマン（2009年7月26日、WOWOW） - 主演・カズキ 役
- 卒うた 第1夜Best Friend（2010年3月1日、フジテレビ） - 岡本貴行 役
- ハンマーセッション!（2010年7月10日 - 9月18日、TBS） - 甲斐保 役
- おじいちゃんは25歳（2010年11月15日 - 25日、TBS） - 轟忍 役
- 金魚倶楽部（2011年7月23日 - 10月1日、NHK総合） - 主演・柊ハル 役
- IS〜男でも女でもない性〜（2011年7月18日 - 9月19日、テレビ東京） - 斎藤礼音 役
- ブルドクター 第6話（2011年8月10日、日本テレビ） - 柳田晃彦 役
- 理想の息子 第2話 - 最終話（2012年1月21日 - 3月17日、日本テレビ） - 鰐川悠馬 役
- もう一度君に、プロポーズ（2012年4月20日 - 6月22日、TBS） - 橘雅斗 役
- ハイスクール歌劇団☆男組（2012年10月6日、中部日本放送） - 川島直弥 役
- 結婚しない（2012年10月11日 - 12月20日、フジテレビ） - 森田淳 役
- TAKE FIVE〜俺たちは愛を盗めるか〜（2013年4月19日 - 6月21日、TBS） - 火岡均 役
- 闇金ウシジマくん Season2（2014年1月17日 - 3月14日、毎日放送） - 中田広道 役
- NHK大河ドラマ
  - 軍師官兵衛 第9回 - 第24回（2014年3月2日 - 6月15日） - 別所長治 役
  - 麒麟がくる 第14回・第17回（2020年4月19日・5月10日） - 前田利家 役
  - べらぼう〜蔦重栄華乃夢噺〜 第2回 - 第4回（2025年1月12日 - 26日） - 田安治察 役[9]
- 世にも奇妙な物語 '14春の特別編「空想少女」（2014年4月5日、フジテレビ） - 美沢春斗 役
- 仮面ライダーシリーズ（テレビ朝日）
  - 仮面ライダー鎧武/ガイム 第30話（2014年5月18日） - ジロー / キカイダー 役[10]
  - 仮面ライダージオウ 第23話・第24話（2019年2月17日・24日） - 真紀那レント / 仮面ライダーキカイ 役[11]
- 金田一少年の事件簿N（neo） 第7話（2014年9月6日、日本テレビ） - 立石直也 役
- 流星ワゴン（2015年1月18日 - 3月22日、TBS） - 千賀和哉 役
- 科捜研の女 第15シリーズ 第1話（2015年10月15日、テレビ朝日） - 大宅温人 役
- 鴨川食堂 第7話（2016年2月21日、NHK BSプレミアム） - 北野恭介 役
- 日曜イベントアワー Xmasミステリー特別企画 ホテル警備隊 田辺素直（2016年12月25日、テレビ東京） - 妹尾道彦 役[12]
- お前はまだグンマを知らない（2017年3月7日 - 28日、日本テレビ） - 木村仁建 役
- ウチの夫は仕事ができない 第3話（2017年7月22日、日本テレビ） - 名取優作 役
- 伊藤くん A to E 第4話 - 第6話（2017年9月4日 - 18日、MBS） - 市橋 役
- ユニバーサル広告社〜あなたの人生、売り込みます!〜（2017年10月20日 - 12月1日、テレビ東京） - 一の瀬始 役
- 快盗戦隊ルパンレンジャーVS警察戦隊パトレンジャー 第6話 - 第50話（2018年3月18日 - 2019年2月3日、テレビ朝日） - ザミーゴ・デルマ 役[13]
- 絶対零度〜未然犯罪潜入捜査〜 第8話（2018年8月27日、フジテレビ） - 神谷統一郎 役
- 深夜のダメ恋図鑑 第9話（2018年12月2日、朝日放送） - 瀬戸石 役
- コールドケース2 〜真実の扉〜 最終話（2018年12月15日、WOWOW） - 山崎和明 役
- 約束のステージ 〜時を駆けるふたりの歌〜（2019年2月22日、読売テレビ） - 杉本 役[14]
- 家売るオンナの逆襲 第9話（2019年3月6日、日本テレビ） - 真壁涼 役
- 緊急取調室 第8話（2019年6月6日、テレビ朝日） - 橋下拓海 役
- ノーサイド・ゲーム（2019年7月7日 - 9月15日、TBS） - 星野信輝 役
- この男は人生最大の過ちです（2020年1月19日 - 3月22日、朝日放送テレビ） - 名取蒼 役[15]
- 70才、初めて産みますセブンティウイザン。 第3話（2020年4月19日、NHK BSプレミアム） - ヒロシ 役
- 半沢直樹（2020年7月19日 - 9月27日、TBS） - 田島春 役
- ドラゴン桜 season2 第7話・第9話・最終話（2021年6月6日 - 27日） - 梶谷和真 役
- おいハンサム!! 第5話（2022年2月5日、東海テレビ・フジテレビ） - マスター 役
- 内田康夫サスペンス 浅見光彦 軽井沢殺人事件（2022年2月28日、テレビ東京） - 栗木裕翔 役
- インビジブル 第5話（2022年5月13日、TBS） - サクライ 役[16]
- ユニコーンに乗って 第2話（2022年7月12日、TBS） - TAKA 役[17]
- 遺留捜査 第7シーズン 第3話（2022年7月28日、テレビ朝日） - 山下駆・井野脇透 役(二役)
- 霊媒探偵・城塚翡翠 第2話（2022年10月23日、日本テレビ） - 別所幸介 役[18]
- Get Ready! 第1話（2023年1月8日、TBS） - 才津明 役[19]
- ブラッシュアップライフ 第2話・第4話（2023年1月15日・29日、日本テレビ） - 駅員 役
- 合理的にあり得ない 〜探偵・上水流涼子の解明〜 第6話（2023年5月22日、関西テレビ・フジテレビ） - 大迫彰吾 役
- こっち向いてよ向井くん 第3話・第4話（2023年7月26日・8月2日、日本テレビ） - 村田威 役
- 転職の魔王様 第7話（2023年8月28日、関西テレビ・フジテレビ） - 戸田優吾 役[20]
- 旅人検視官 道場修作（BS日テレ） - 柏木翔平 役[21][22]
  - 「庄内・湯野浜温泉殺人事件」（2023年12月17日）[21]
  - 「愛知県蒲郡・西浦温泉殺人事件」（2024年4月14日）[22]
- ドラマ8 ジャンヌの裁き（2024年1月12日 - 3月8日、テレビ東京） - 高森健一 役[23]
- パーフェクトプロポーズ（2024年4月7日 - 、関東ローカル・フジテレビ） - 金子 役[24]
- 心はロンリー気持ちは「…」FINAL（2024年4月27日、フジテレビ） - 結城一馬 役[25]
- 土ドラ9 GO HOME〜警視庁身元不明人相談室〜 第7話（2024年9月7日、日本テレビ）[26] - 宮本圭介 役[27]
- バントマン 第4話（2024年11月2日、東海テレビ・フジテレビ系） - 畑中宗成 役[28]
- レプリカ 元妻の復讐 第7話 - （2025年8月18日 - 、テレビ東京） - 橘 役[29]

### ウェブドラマ
- still life（2010年4月5日 - 26日、LISMO Channel） - カケル 役
- 日本をゆっくり走ってみたよ〜あの娘のために日本一周〜 第5話 - 第9話（2017年11月3日 - 12月1日、Amazonプライム・ビデオ） - 梅原 役
- やれたかも委員会（2018年1月27日、AbemaTV） - 照澤武文 役
- パーフェクトプロポーズ（2024年2月2日 - 3月1日、FOD） - 金子 役[24]

### 映画
- ごくせん THE MOVIE（2009年7月11日、東宝） - 松下直也 役
- 私の優しくない先輩（2010年7月17日、ファントム・フィルム） - 南愛治 役
- もし高校野球の女子マネージャーがドラッカーの『マネジメント』を読んだら（2011年6月4日、東宝） - 星出純 役
- 恐竜を掘ろう（2013年3月30日、東京テアトル） - 松本義明 役
- 人狼ゲーム（2013年10月26日、AMGエンタテインメント） - 藤木毅 役
- キカイダー REBOOT（2014年5月24日、東映） - 主演・ジロー / キカイダー 役（一部のシーンではスーツアクター兼任）
- 円卓 こっこ、ひと夏のイマジン（2014年6月21日、東宝映像事業部） - 森上 役
- 神さまの言うとおり（2014年11月15日、東宝） - 奥栄治 役
- ストロボ・エッジ（2015年3月14日、東宝） - 是永大樹 役[30]
- 流れ星が消えないうちに（2015年11月21日、アークエンタテインメント） - 巧 役
- ピンクとグレー（2016年1月9日、アスミック・エース）[31]
- さらば あぶない刑事（2016年1月30日、東映） - 石黒達也 役[32]
- 恋妻家宮本（2017年1月28日、東宝） - 宮本正 役[33]
- お前はまだグンマを知らない（2017年7月22日） - 木村仁建 役[34]
- 劇場（2020年7月17日、吉本興業）
- 窮鼠はチーズの夢を見る（2020年9月11日、ファントム・フィルム）
- 機界戦隊ゼンカイジャー THE MOVIE 赤い戦い! オール戦隊大集会!!（2021年2月20日、東映） - ザミーゴ・デルマ 役[35]
- 東京リベンジャーズ2 血のハロウィン編 -運命-（2023年4月21日、ワーナー・ブラザース映画）
- 有り、触れた、未来（2023年春、Atemo） -  若い医師 役[36][37]
- 身代わり忠臣蔵（2024年2月9日、東映） -  間十次郎 役[38]
- 私が俺の人生!?（2024年7月19日、エフエムピクチャーズ） - 加藤健一 役[39]
- パーフェクトプロポーズ Dream Edition（2024年10月25日、カルチュア・パブリッシャーズ） - 金子 役[40][41]

### 劇場アニメ
- カラフル（2010年） - 早乙女 役[42]

### 吹き替え
- センター・オブ・ジ・アース（2008年） - ショーン・アンダーソン〈ジョシュ・ハッチャーソン〉 役

### 舞台
- ロスト・イン・ヨンカーズ（2013年10月5日 - 12月8日、東京 他地方公演） - アーティ 役[43]
- 學蘭歌劇『帝一の國』（2014年4月18日 - 5月6日、パルコ劇場） - 大鷹弾 役[44]
- 學蘭歌劇 帝一の國 -決戦のマイムマイム-（2015年7月12日 - 20日、AiiA 2.5 Theater Tokyo / 25日 - 26日、梅田芸術劇場） - 大鷹弾 役[45]
- 帝一の國 -血戦のラストダンス-（2016年3月17日 - 27日、AiiA 2.5 Theater Tokyo） - 大鷹弾 役[46]
- 若様組まいる（2016年8月7日 - 14日、天王洲銀河劇場） - 主演・長瀬健吾 役[47]
- 不機嫌なモノノケ庵（2016年9月、赤坂RED/THEATER） - 芦屋花繪 / 安倍晴齋 役 ※役替わり[48]
- 夜が私を待っている 〜ナイト・マスト・フォール〜（2016年10月、紀伊國屋サザンシアター） - ダン 役[49]
- 大きな虹のあとで〜不動四兄弟〜（2017年8月29日 - 9月3日、ザ・ポケット） - 大地 役[50]
- 若様組まいる～アイスクリン強し～（2018年4月、サンシャイン劇場） - 長瀬健吾 役[51]
- 大きな虹のあとで〜不動四兄弟〜（2018年8月3日 - 7日、シアターサンモール） - 大地 役[52]
- 若様組まいる～若様とロマン～（2018年10月、三越劇場） - 主演・長瀬健吾 役[53]
- 幕末太陽傳 外伝（2019年4月、三越劇場） - 高杉晋作 役[54]
- 両国花錦闘士（2020年12月 - 2021年1月、明治座 / 新歌舞伎座 / 博多座）[55]
- 舞台版 『マーダー☆ミステリー 〜探偵・斑目瑞男の事件簿〜』（2021年12月4日、浅草花劇場） - 亀井慎一 役[56]
- オールナイトニッポン55周年記念公演「あの夜を覚えてる」（2022年3月20日・27日、オンライン劇場「ZA」） - 神田龍二 役
- 舞台『浪人街』（2025年2月20日 - 4月10日、新橋演舞場 他） - 母衣権兵衛 役[57]

### CM
- 尾崎商事・カンコー学生服（2008年）
- NTTドコモ・応援学割「操縦女子」篇（2011年）

### MV
- back number「手紙」（2015年8月12日、ユニバーサルシグマ） - 子供 役

### WEB
- 携帯サイト「セットアップ∞Lab」内、男性俳優きせかえコーナー「きせかえ☆プリンス」（2013年7月）

## 作品

### DVD・ビデオ
- I will...（2010年1月20日、ポニーキャニオン）
- 甚旅-JINTABI-（2011年10月26日、イーネット・フロンティア）

### 写真集
- 1st写真集「JINGI18」（2011年9月26日、ソニー・マガジンズ）
- 2nd写真集「0-ZERO」（2014年6月4日、東京ニュース通信社）